# 常州路
常州路，元朝时设置的路。
至元十四年（1277年）升常州置，治晋陵、武进二县（今江苏省常州市）。辖境相当今江苏省常州、无锡、江阴、宜兴、靖江、武进等市地。至正十七年（1357年），朱元璋改为府。 